# 王一宁 (登莱通判)
王一宁（？—1621年）辽东人，明朝末年政治人物，登莱通判。

## 生平
王一宁生员出身，有胆气，投身登莱巡抚袁可立幕府，随毛文龙在辽海与后金作战。天启初年，王一宁策划下，毛文龙率二百二十余人夜袭镇江，擒获后金镇江游击佟养真、佟松年父子及六十多人。毛文龙因功为平辽副总兵，王一宁为登莱通判。后金斩游击刘某及兵千五百级，毛文龙仅以身免，毛文龙向朝廷隐瞒，意图蒙混过关。王一宁把实情向告诉了袁可立。毛文龙依附魏忠贤，王一宁被诬陷处死。